# Austrocidaria lithurga
Austrocidaria lithurga là một loài bướm đêm trong họ Geometridae.